# Rupprecht af Bayern
Kronprins Rupprecht af Bayern (tysk: Seine Königliche Hoheit Rupprecht Maria Luitpold Ferdinand Kronprinz von Bayern, Herzog von Bayern, Franken und in Schwaben, Pfalzgraf bei Rhein (født 18. maj 1869 i München, død 2. august 1955 nær Starnberger See) var Bayerns sidste kronprins. 
Da hans far kong Ludwig 3. af Bayern døde i 1921, blev kronprins Rupprecht overhoved for slægten Wittelsbach, der havde været Bayerns kongehus indtil 1918.

## Forældre
Kronprins Rupprecht var den ældste søn af kong Ludwig 3. af Bayern og Marie Therese af Østrig-Este.
Kronprins Rupprechts mor var datter af prins Ferdinand Karl af Østrig-Este (en bror til hertug Frans 4. af Modena) og Elisabeth Franziska af Østrig-Ungarn.

## Ægteskaber
Kronprins Rupprecht var gift to gange. 
Rupprechts første ægteskab var med Marie Gabriele (1878–1912). Hun var datter af Karl Theodor, hertug i Bayern (1839–1909) og søster til dronning Elisabeth af Belgien (1876-1965).
Rupprechts andet ægteskab var med Antonia af Luxemburg (1899–1954). Hun var datter af Vilhelm 4. af Luxembourg, og hun var en yngre søster til Marie-Adélaïde af Luxembourg og Charlotte af Luxembourg.

## Børn
I Rupprechts første ægteskab med Marie Gabriele af Bayern blev der født fem børn:
- Luitpold (8. maj 1901 – 27. august 1914), døbt Luitpold Maximilian Ludwig Karl von Bayern
- Irmingard (21. september 1902 – 21. april 1903), døbt Irmingard Maria Therese José Cäcilia Adelheid Michaela Antonia Adelgunde von Bayern
- en datter (født og død 1903)
- Albrecht (3. maj 1905 – 8. juli 1996), døbt Albrecht Luitpold Ferdinand Michael von Bayern. Arveprins Albrecht blev far til tronprætendenten hertug Franz (født 1933) og til Max Emanuel, hertug i Bayern (født 1937). Arveprins Albrecht har ingen arveberettigede børnebørn. Det forventes, at en efterkommer af Albrechts yngre halvsøster Irmingard på et tidspunkt bliver tronprætendent.
- Rudolf (30. maj 1909 – 26. juni 1912), døbt Rudolf Friedrich Rupprecht von Bayern

I Rupprechts andet ægteskab med Antonia af Luxemburg blev der født seks børn:
- Heinrich Franz Wilhelm (28. marts 1922 –  14. februar 1958) var gift med Anne Marie de Lustrac (1927–1999).  Heinrich Franz omkom ved en færdselsulykke i Argentina. 21 år senere omkom Anne Marie ved en færdselsulykke i Milano i Italien. Parret havde ingen børn.
- Irmingard Marie Josepha (29. maj 1923 – 23. oktober 2010). Prinsesse Irmingard er mor til Luitpold af Bayern. Prins Luitpold (eller en af hans efterkommere) vil sandsynligvis blive bayersk tronprætendent på et tidspunkt.
- Editha Marie Gabrielle Anna (16. september 1924 –  4. maj 2013). Editha var gift to gange og fik børn med begge sine mænd.
- Hilda Hildegard Marie Gabriele (24. marts 1926 –  maj 2002). Hilda var gift og fik børn.
- Marie Gabriele Adelgunde Theresia Antonia  (født 10. maj 1927).  Hun er gift og har børn.
- Sophie Marie Therese (født 20. juni 1935). Hun er gift og har børn.